# Eduard Pape (Maler)

Eduard Pape

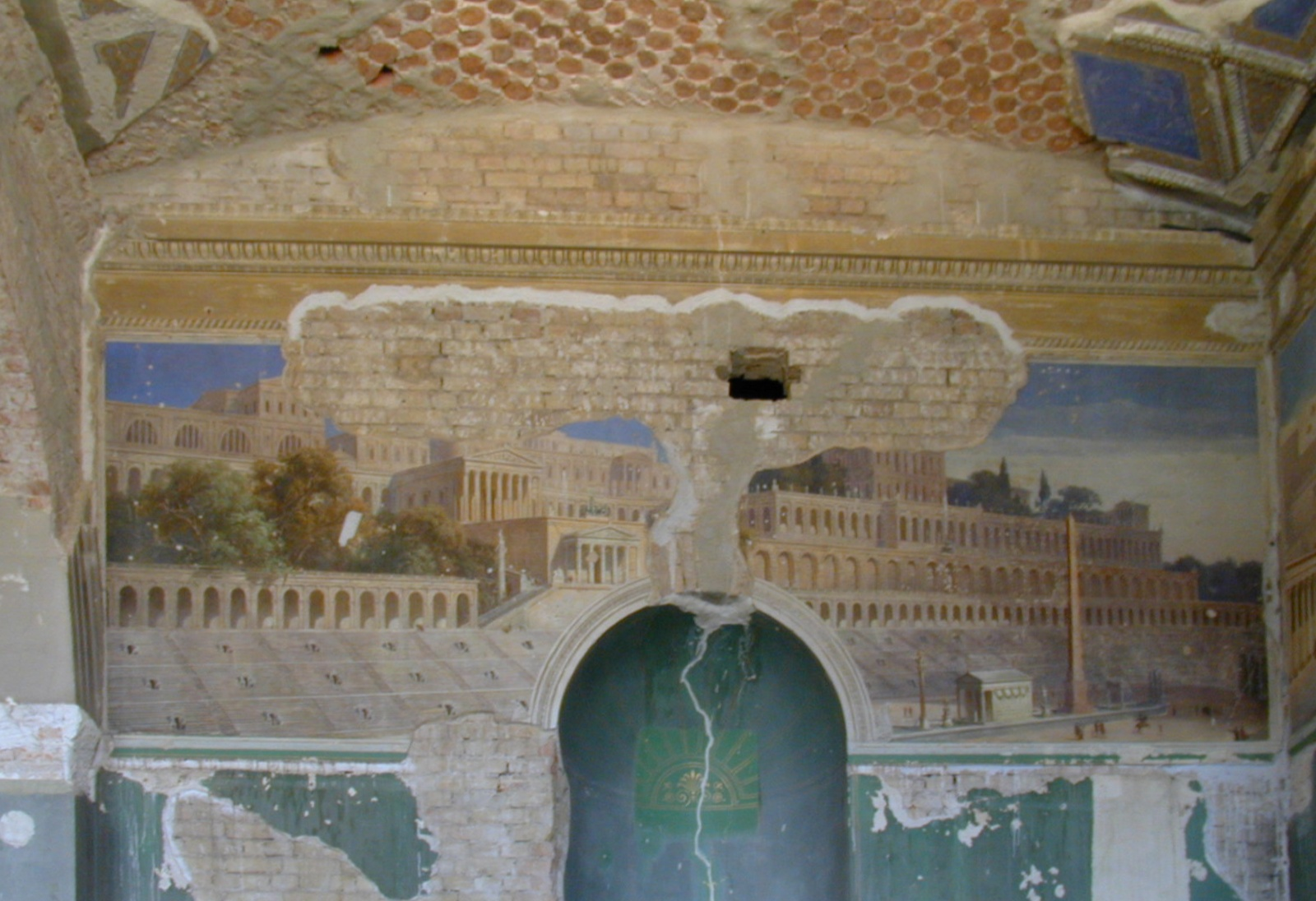
Der Circus maximus in Rom, Berlin Neues Museum, Römischer Saal

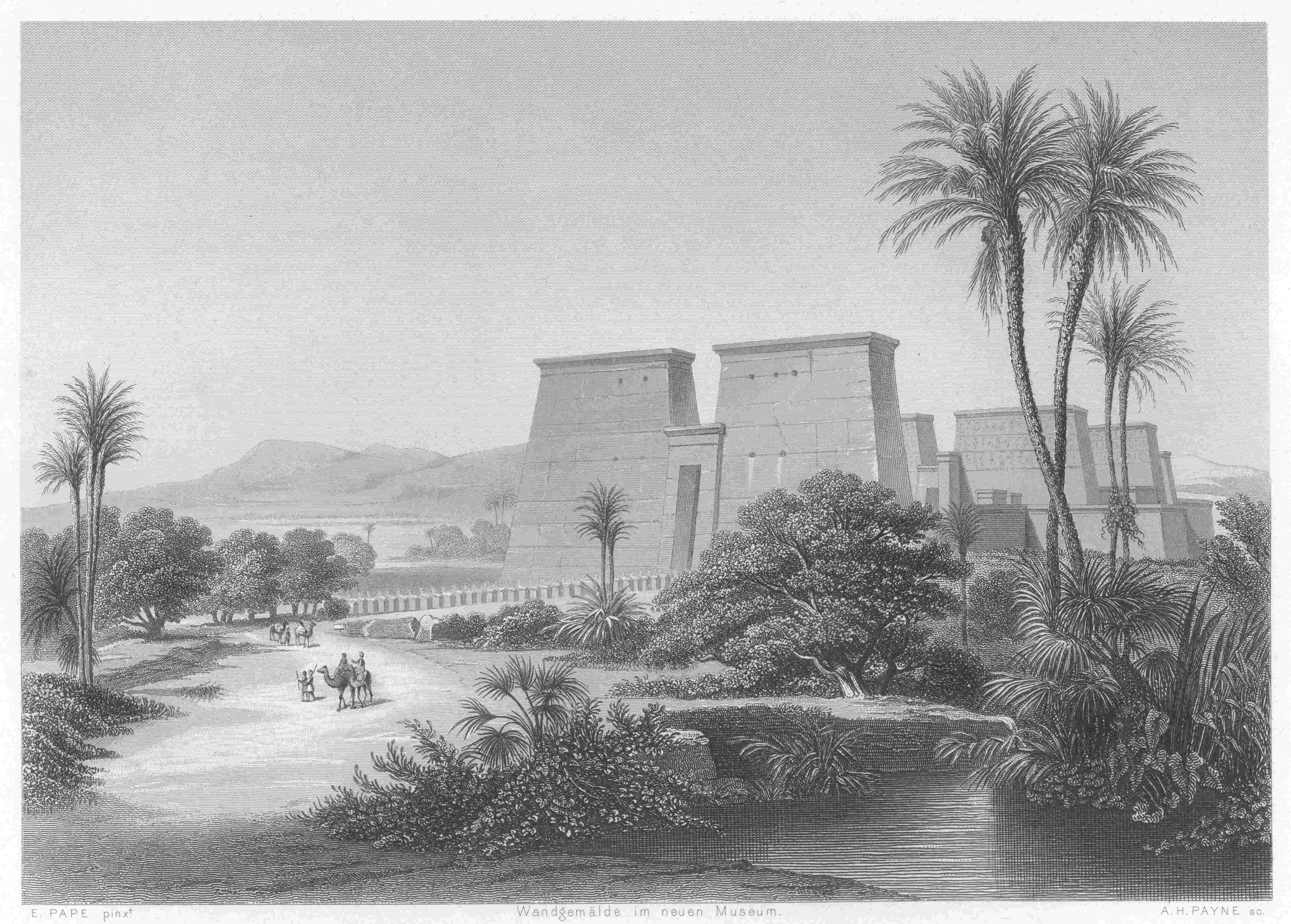
Der Tempel zu Karnak, Berlin Neues Museum, Ägyptischer Hof – Stahlstich von Albert Henry Payne nach Eduard Pape

Eduard Friedrich Pape (* 28. Februar 1817 in Berlin; † 15. April 1905 ebenda) war ein deutscher Theater-, Dekorations- und Landschaftsmaler.

## Leben
Pape war der Sohn des Porzellanmalers Friedrich Pape. Von 1839 bis 1843 studierte er an der Berliner Akademie bei Carl Blechen und Wilhelm Schirmer Landschaftsmalerei. Seinen Lebensunterhalt verdiente er im Atelier des Theater- und Dekorationsmalers Johann Gerst, der ihn auch zum Dekorationsmaler ausbildete. 1845 machte Pape eine Studienreise nach Tirol, der Schweiz und Italien. 1849 bis 1853 beteiligte er sich an der Ausmalung des Neuen Museums in Berlin, hauptsächlich mit Rekonstruktionen antiker Architekturen nach Vorgaben Friedrich August Stülers im Griechischen und Römischen Saal. Für seine Verdienste wurde Eduard Pape 1853 zum königlichen Professor ernannt und Mitglied der Berliner Akademie. 1857 führte eine schwere Erkrankung zu einer längeren Schaffenspause.
Pape war mit Dorothee Wilhelmine Schultz verheiratet. Aus dieser Ehe stammt der spätere Generalleutnant und 1913 in den preußischen Adelsstand erhobene Max von Pape (1851–1926).
Im Alter an einem starken Augenleiden erkrankt, war er gegen Ende seines Lebens fast erblindet.
Eduard Pape starb nach kurzer Krankheit am 15. April 1905 im Alter von 88 Jahren in Berlin. Die Beisetzung fand am 18. April statt. Sein Grab befand sich auf einem der Friedhöfe vor dem Halleschen Tor. Pape wurde auf dem Jerusalems- und Neue Kirchengemeinde II beigesetzt.

## Werke (Auswahl)
- 1849–1853: Wandmalereien im Neuen Museum in Berlin
  - Römischer Saal
    - Das Forum Romanum
    - Der Circus maximus
    - Die Villa Tiburtina des Trajan
    - Die Thermen des Caracalla
    - Der Tempel in Praeneste
    - Die Tiberinsel in Rom
    - Das Forum in Pompeji
    - Die Gräberstrasse in Pompeji
    - Darstellung einer antiken Stadt
    - Antikes Stadttor
    - Triumphzug durch den Konstantinsbogen
    - Grabmal der Plautier bei Tivoli
    - Columbarium der Livia Augusta in Rom
    - Gesellschaft an einem Brunnen
    - Die Porta Nigra in Trier
    - Der Isis-Tempel in Pompeji
    - Antiker Gartenbrunnen
    - Poseidon und sein Gefolge (auf dem Türsturz zum Bacchussaal)

  - Ägyptischer Hof
    - Der Tempel zu Karnak

  - Griechischer Saal
    - Die Akropolis
    - Die Zeusstatue des Phidias im Tempel zu Olympia
    - Das Denkmal des Lysikrates in Athen
- 1850: Der Erlgletscher auf Handeck, Öl auf Leinwand, 88 × 128 cm, Nationalgalerie Berlin